# Papež Silvester II.
Papež Silvester II. ((latinsko Papa Silvester Secundus) rojen kot Gerbert d'Aurillac; tudi Gilbert, (latinsko Gerbertus), francoski menih, papež in vsestranski znanstvenik (zlasti matematik), * okoli 938, Aurillac (Auvergne, Francosko kraljestvo, † 12. maj 1003, Rim (Papeška država, Sveto rimsko cesarstvo; danes: Italija)

## Življenje
Okoli leta 963 je Gerbert odšel v samostan St. Gerald v Aurillacu. Leta 967 je obiskal samostan grof Borrell iz Barcelone. Predstojnik samostana je prosil grofa, da bi Gerbert odšel z njim v Španijo študirat matematiko. V naslednjih letih je Gerbert študiral v Barceloni, ki je bila pod upravo kristjanov, in mogoče v islamskih mestih Kordobi in Sevilli.
Leta 969 je grof Borrell romal v Rim in vzel s seboj Gerberta. Tu je Gerbert srečal papeža Janeza XIII. in cesarja Otona I. Papež je prepričal Gerberta, da naj poučuje cesarjevega mladega sina, kasnejšega cesarja Otona II. Nekaj let kasneje je Oton poslal Gerberta v stolno šolo v Reims, kjer ga je reimški nadškof Adalberon (tudi Adalbero) kmalu imenoval za učitelja.
Ko je Oton II. 983 postal svetorimski cesar, je imenoval Gerberta za predstojnika samostana v Bobbiu v Piacenzi, vendar se je Gerbert kmalu vrnil v Reims.
Po smrti Otona II. 984 se je Gerbert začel ukvarjati s politiko tistega časa. Leta 985 je s pomočjo nadškofa Adalbera nasprotoval poskusu karolinškega kralja Lotarja, da bi odvzel Otonu III. pokrajino Loreno, in pri tem podprl Huga Capeta. Capet je postal francoski kralj in tako končal karolinško vejo kraljev.
Adalberon je leta 988 umrl. Gerbert bi bil njegov najprimernejši naslednik, vendar je Capet imenoval Arnulfa Reimškega, Lotarjevega nezakonskega sina. Arnulfa so leta 991 zaradi domnevne zarote proti kralju odstavili in za njegovega naslednika končno izbrali Gerberta. Njegovi izvolitvi pa so zelo nasprotovali in zaradi tega je papež Janez XV. poslal papeškega odposlanca v Francijo, ki je začasno razveljavil njegovo škofovsko službo. Gerbert je poskušal pokazati, da je bil ta odlok nezakonit. Naslednji cerkveni zbor leta 995 je razglasil Arnulfovo odstavitev za neveljavno.
Gerbert je postal učitelj in tudi svetovalec Otonu III. Papež Gregor V., Otonov bratranec, je leta 998 imenoval Gerberta za nadškofa Ravene. Leta 999 ga je cesar imenoval za Gregorjevega naslednika. Gerbert je prevzel ime Silvester II. (po Silvestru I., svetovalcu Konstantina Velikega). Kmalu potem, ko je postal papež, je potrdil svojemu nekdanjemu tekmecu Arnulfu mesto reimškega nadškofa.
Leta 1001 se je nahujskano rimsko ljudstvo uprlo cesarju in zaradi tega sta morala Oton III. in Gerbert prebežati v Ravenno. Oton III. je dvakrat poskušal ohraniti oblast v mestu, a je pri tretjemu poskusu leta 1002 umrl. Gerbert se je po cesarjevi smrti vrnil v Rim, čeprav je bilo na oblasti uporno plemstvo pod vodstvom družine Krescencijev.

## Delo
Gerbert je med drugim poučeval tudi v Magdeburgu. Konstruiral je sončno uro, abak in globus. Pripisujejo mu konstrukcijo prve mehanske ure v zgodovini sploh. V Reimsu je skonstruiral hidravlične orgle, ki so prekašale vsa do tedaj znana glasbila, pri katerih so morali črpati zrak ročno.
Pod vplivom Boetija je napisal nekaj razprav, kot matematik pa je pomemben predvsem zato, ker je bil eden prvih zahodnih učenjakov, ki so šli v Španijo proučevat matematiko arabskega sveta. V svojih razpravah je obravnaval probleme iz kvadrivija in filozofije.

### Iznajdba in uporaba številk
Verjetno je avtor Knjige o deljenju števil in Pravil o računanju na abaku. V pismu leta 984 je zaprosil Lipitusa za prevod arabske astronomske razprave. Verjetno je v svojem delu opisal uporabo astrolaba. To delo je 50 let kasneje uredil Herman Hromi .
Arabski matematiki v Španiji so iznašli še drugačen način zapisovanja števil kot je bil poznejši indijski. Njihove številke, ki so jih iznašli in so prvič omenjene v rokopisih iz leta 874, so se imenovale črke prahu huruf al-ghubar (gobar) in so jih pred tem uporabljali skupaj z abaku podobnim peščenim računalom. Večina raziskovalcev meni, da so bile ghubar številke indijskega porekla: prav tako kot hindujske številke, ki so jih prevzeli leta 814 in jih je Al Hvarizmi leta 820 imenoval hindi števke, da bi s tem pokazal na njihovo indijsko poreklo. Drugi, kot na primer E. Woepcke, trdijo, da so bile v rabi v Španiji še pred prihodom Arabcev; N. Bubnov pa meni, da so grško-rimskega porekla, ker naj bi jih uporabljali na podobnem računalu, kot je abak. Gerbert jih je prvi v Evropi znanstveno opisal. Njegovo delo se je pojavilo okoli 100 let po najzgodnješih tovrstnih arabskih rokopisih iz leta 874. Današnje evropske številke so bolj podobne ghubar števkam kot pa hindi števkam. Al-Karadži je v svojem delu Pravšnja količina v aritmetiki (al-Kafi fi al-Hisab), najpomembnejšem arabskem matematičnem učbeniku, pisal vsa števila še s črkami, čeprav se je zelo zgledoval tudi po Diofantu. Drugi, ki pa so sledili staro semitsko in grško prakso so že uporabljali grške črke hisab al-džumal.
Čeprav Arabci niso iznašli ničle, je Gerbert njen arabski pojem z njihovimi številkami prinesel v Evropo, kar kažeta besedi nič, prazno  in cifra  z istim pomenom. Po Georgesu Ifrahu, ki je leta 1981 izdal knjigo Svetovna zgodovina števil, so si ničlo izmislili indijski mistiki, ko so hoteli zapisati Brahmovo starost in razsežnost Vesolja. Morali so uporabiti zelo velika števila, saj so Brahmi prisojali 3000 milijard let. Prvi znani zapis je Ifrah našel v nekem indijskem besedilu, ki ima astronomsko vsebino in opisuje lego planetov in zvezd. Njegovo starost je lahko celo natančno določil: nedelja 25. avgust 458. Zaradi tega si je Gerbert prislužil sloves čarovnika in alkimista.
Ifrah je naposled odkril, da ni mogoče računati z rimskimi številkami. V Evropi so računali v tistem času tako, da so premikali figure po šahovnici za damo.. Beseda računati  izvira iz latinske besede za kamen  v spomin na kupe kamenčkov, ki so jih ljudje uporabljali za štetje in kaže tudi na to, da so ghubar števke vsekakor arabske, čeprav imajo enak pomen, saj se z rimskimi ni dalo tako uglajeno računati brez pozicijskega sistema.

### Priznanje ogrskega in poljskega kraljestva
Gerbert je z odobritvijo in naklonjenostjo svetorimskega cesarja madžarskemu vojvodu Vajku, ki je po krstu postal Štefan - in se je imenoval kot kralj Štefan I., v začetku januarja leta tisoč poslal kraljevsko krono skupaj z apostolskim križem in pismom o blagoslovu in ga s tem uradno priznal kot evropskega kralja. Podobno je potrdil tudi poljskega kralja.
Kot papež se je močno zavzel proti razvadi simonije  in podpiral duhovniški celibat. Za škofe je imenoval  može z neomadeževano preteklostjo.

## Dela
- »Documenta Catholica Omnia« (v latinščini). Pridobljeno 6. decembra 2011.

### Spisi
Gerbert je napisal vrsto del, ki obravnavajo zlasti vprašanja filozofije, kvadrivija in matematike. Verjetno je napisal Življenje sv. Adalberta, praškega škofa, kakor tudi Življenje cesarice Adelajde, kar pa nekateri osporavajo. Gerbertovi spisi so izšli v 139. zvezku Patrologia Latina (PL), in so dostopna tudi na spletu.

### Matematični spisi
- Libellus de numerorum divisione;
- De geometria;
- Epistola ad Adelbodum;
- De sphaerae constructione;
- Libellus de rationali et ratione uti;
- Regula de abaco computi;
- Liber abaci;
- De commensuralitate fistularum et monocordi cur non conveniant[11].

### Cerkveni spisi
- Sermo de informatione episcoporum;
- De corpore et sanguine Domini;
- Selecta e conciliis Basolensi, Remensi, Mosomensi, etc.

### Pisma
- Epistolae ante summum pontificatum scriptae;
  - 218 pisem, ki vključujejo poslanice cesarju, papežu in raznim škofom.
- Epistolae et decreta pontificia;
  - 15 pisem raznim škofom in opatom, kakor tudi pismo ogrskemu kralju Štefanu. Sodobna proučavanja so ugotovila, da je bula, s katero naj bi Silvester II. razglasil Štefana za ogrskega kralja, najbrž ponaredek iz XVII. stoletja [12];
  - eno pismo – če ga je napisal on – cesarju Otonu III.;
  - 5 kratkih pesmi.

### Drugo
- Acta concilii Remensis ad S. Basolum;
- Leonis legati epistola ad Hugonem et Robertum reges.

## Smrt in spomin

### Smrt
Ko je Oton III. umrl 23. januarja 1002, je papež Silvester ostal brez cesarske podpore in je bil na milost in nemilost prepuščen poniževanju od strani mogočne rodovine Krescencijev, ki jo je vodil takrat Giovanni Crescenzi III. (†1012). 

Silvester II. je umrl dobro leto potem: 3. maja 1003 ga je med maševanjem v baziliki Santa Croce in Gerusalemme obšla slabost, ki ga je 12. maja pripeljala v grob. Pokopali so ga v Lateranu.

### Usodno odpiranje groba
Po naročilu Inocenca X. so njegov grob 1648 odprli; truplo so našli nedotaknjeno, oblečeno v papeška oblačila, roke sklenjene na prsih in pod glavo tiaro; kakor hitro je bilo truplo izpostavljeno zraku, se je spremenilo v prah. Tako poroča Rasponi:
Ko so kopali pod nadsteberjem, so našli truplo Silvestra II. nedotaknjeno, zleknjeno v marmornatem grobu v globini dvanajstih dlani. Oblečeno je bilo v pontifikalna oblačila, roke prekrižane na prsih, glava pokrita s sveto tiaro; pastirski križ je še visel z njegovega vratu in na prstancu desne roke je nosil papeški prstan. Toda v trenutku se je telo razkrojilo na zraku, ki je ostal prepojen s sladkimi dišavami, ki so bile postavljene v žaro; ostalo ni nič drugega kot srebrn križ in pastirski prstan.

### Nagrobni napis
Nagrobni napis mu je sestavil Sergij IV..
| Epitaf Silvestru II. (latinski izvirnik) Iste locus mundi Silvestri membra sepulti Venturo Domino conferet ad sonitum Quem dederat mundo celebrem doctissima virgo atque caput mundi culmina Romulea. Primum Gerbertus meruit Francigena sede Remensis populi metropolim patriae. Inde Ravennatis meruit conscendere summum Ecclesiae regimen nobile, sitque potens Post annum Romam mutato nomine sumpsit Ut toto pastor fieret orbe novus. Cui nimium placuit sociali mente fidelis, Obtulit hoc Caesar tertius Otto sibi Tempus uterque comit clara virtute sophiae; Gaudet et omne seclum, frangitur omne reum. Clavigeri instar erat coelorum, sede potitus, Terna suffectus cui vice pastor erat. Iste vicem Petri postquam suscepit, abegit Lustrali spatio saecula morte sui. Obriguit mundus discussa pace triumphus, Ecclesiae nutans dedidicit requiem. Sergius hunc loculum miti pietate sacerdos, Successorque suus compsit amore sui. Quisquis ad hunc tumulum devexa lumina vertis, Omnipotens Domine dic miserere sui. | Nagrobni napis papežu Silvestru II. (slovenski prevod) To mesto, kjer so pokopani ostanki Gerberta bo obnovil Gospod, kadar bo glas trobente naznanil njegov prihod. Devica (Marija), ki spodbuja umetnost, in Rim, voditelj sveta, sta ga proslavila po vesoljnem svetu. Gerbert, rodom iz Francije, je zaslužno najprej sedel v Reimsu, metropoliji svoje domovine. Potem je bil vreden vladati plemenito Cerkev v Raveni in je postal mogočen. Leto dni pozneje je zasedel, spremenivši ime, rimski sedež, da bi postal pastir vesolja. Cesar Oton III., kateremu je bil vedno zvest in vdan, mu je podaril to Cerkev. Oba sta razsvetljevala svoj čas s sijajem svoje modrosti; stoletje se jima je radovalo, hudodelstvo je izginilo. Bil je kot nebeški varuh on, ki je vztrajal na svojem sedežu, ko je zamenjal kraj kar trikrat. On je opravljal sijajno opravila svetega Petra, dokler ga ni ugrabila smrt. Svet je oledenel od groze. Izginil je mir, zmagujoča Cerkev je omahovala, pozabila je na spokojnost. Njegov naslednik papež Sergij, ki ga je ganil občutek pobožnosti, je postavil ta grob za svojega prijatelja. Kdorkoli si že ti, ki dvigaš pogled k temu grobu, reci: »Vsemogočni Gospod, usmili se ga!« |

Znameniti kipar Borromini je ustvaril spomenik za Silvestra II. na zapoved Aleksandra VII. (+1657); vseboval je izvirni nagrobni napis v osnovi, zgoraj pa je bil velik križ z vencem in Silvestrovim grbom na vrhu.

1910 sta madžarska umetnika Nalder in Damkó (1872-1955) odkrila sodoben spomenik Silvestru, ki ne vsebuje le izvirnega nagrobnega napisa, ampak tudi relief ogrskega kralja Štefana I., ki kleči pred papežem Silvestrom ter tudi oval z Marijo kot kraljico Madžarske. Novi cenotaf-epitaf se glasi:
| Epitaf in cenotaf Silvestru II. iz 1909 (latinski izvirnik) Silvestro Secundo Romano pontifici Qui sanctum Stephanum Hungarorum gentis ducem regia dignitate et apostolic legat Munere corona et cruce missa insignavit eaque ratione Ecclesiae Et reipublicae in Hungaria firma fundamenta stabilivit huius Fausti eventus et illustris pontificis memoriam novem post Saecula grato animo recolentes praesulum Hungariar cosilium Basilicae Lateranensis capitulo annvente hoc pietatis monumentum Posuit Gulielmus Franknoi abbatiae sacrae dexterae sancti Stephani regis Hungariae commendator anno reparatae salutis MCMIX. | Nagrobni napis in cenotaf papežu Silvestru II. iz 1909 (slovenski prevod) Za Silvestra II., rimskega papeža, ki je povišal svetega Štefana, vojvoda ogrskega ljudstva, s kraljevsko in apostolsko častjo, povišavši ga z darom krone in križa v prid Cerkve in postavivši trdne temelje ogrske države. Madžarski škofovski zbor se spominja ponovno po stoletjih s hvaležnim srcem tega srečnega dogodka. V spomin na tega odličnega papeža je Viljem Franknói, nadarbinar samostana apostolskega prava desnice svetega Štefana, ogrskega kralja, postavil ta spomenik pobožnosti v matično hišo Lateranske bazilike, v letu ponovne obnove 1909. |

### Ocena
- Gerbert je bil znanstvenik in zlasti matematik, napredoval pa je tudi v cerkvenih službah. Leta 999 je tako postal papež Silvester II. kot prvi Francoz. Bil je vsestransko izobražen. Ukvarjal se je z logiko, matematiko, astronomijo in glasbo, bil pa je tudi pesnik.
- Z vzpostavitvijo rimsko-nemškega cesarstva 962 se je začela oblikovati tudi t.i. Reichskirche (državna Cerkev). Že Karel Veliki je v nekaterih primerih sam imenoval škofe, Oton I. pa je njegov državni cerkveni sistem dopolnil. Zagotovil si je pravico imenovanja in umeščanja škofov; tako je uvedel laično investituro za visoke cerkvene službe, ki so odslej bile povezane z bogatimi fevdi. Škofje so z umeščanjem postali cesarjevi vazali, Cerkev je vse bolj postajala »osrednja državna ustanova«. V času Otona III. je laična investitura postala že reden državni sistem, istočasno pa so se pojavile številne neugodne posledice takega sestava; za Cerkev je bilo torej povezovanje s fevdalnim sistemom pogubno.[19] Z obnovo Svetorimskega cesarstva nemške narodnosti je po Mračnem stoletju nastopil torej za Cerkev čas prav tako mračnega cezaropapizma z laično investituro, kar je pripeljalo do dolgotrajnega, nepopustljivega in izčrpljujočega investiturnega boja. Cesar se je začel vmešavati v cerkvene zadeve ne le z umeščanjem škofov in opatov, ampak tudi s postavljanjem in odstavljanmjem papežev.